# آلن گرانت (نویسنده)
آلن گرانت (انگلیسی: Alan Grant; ۹ فوریهٔ ۱۹۴۹ – ۲۰ ژوئیهٔ ۲۰۲۲) فیلم‌نامه‌نویس و نویسنده کتاب‌های کمیک اهل بریتانیا بود. وی در طول دوران فعالیت حرفه‌ای خود برندهٔ جوایزی همچون جایزه اینکپات شد.